# Dead Bones
Pour plus de détails, voir Fiche technique et Distribution.
Dead Bones est un court métrage suisse mélangeant western et horreur, réalisé par Olivier Beguin et sorti en 2008.

## Synopsis
Un chasseur de primes (Arie Verveen) retrouve sa proie (Frederic Landenberg) en terrain inconnu. Ils vont vite comprendre que les quelques habitants du village appelé "Dead Bones" ont des coutumes particulières et qu'ils devront coopérer pour faire face à l'horreur la plus extrême et se sortir des griffes du barman et chef du village (Ken Foree).

## Fiche technique
- Titre : Dead Bones
- Réalisation : Olivier Beguin
- Scénario : Olivier Beguin
- Production : Annick Mahnert et Adan Martin
- Musique : Didier De Giorgi
- Photographie : Florian N. Gintenreiter
- Montage : Olivier Beguin
- Pays d'origine : Suisse, Espagne
- Langue : anglais
- Distribution : Peliculas Bravas
- Budget : 100 000 SFr
- Genre : western / gore / horreur
- Durée : 19 minutes
- Date de sortie : 2008
- Interdit aux moins de 16 ans lors de sa sortie en salle en Suisse.

## Distribution
- Arie Verveen : The Hunter
- Frederic Landenberg : The Prey
- Ken Foree : The Bartender
- Ruggero Deodato : The Butcher
- Yannick Merlin : Exploding Villager
- Yannick Rosset : The Prey's Partner

## Récompenses
- En 2008, lors du South African Horrorfest au Cap. Dead Bones a reçu le prix de la meilleure post-production.
- Actuellement, le court-métrage de Olivier Beguin a dépassé les 60 sélections dans des festivals du monde entier.
- En 2009, lors du WorldFest International Film Festival à Houston, Dead Bones a reçu le SILVER REMI AWARD dans la catégorie "Western"